# Bisschopsmolen (Oldenzaal)
De Bisschopsmolen was een standerdmolen in Oldenzaal. De molen was oorspronkelijk eigendom van de bisschop van Utrecht, aan wie hij ook zijn naam te danken had. Later werd de molen eigendom van de stad Oldenzaal en vervolgens van de Algemene Armenstaat te Oldenzaal. Deze verkocht de molen op 15 oktober 1891 aan Carel Dissel. Dissel verkocht hem vijf jaar later aan Lambertus Lokotte uit Weerselo. De prijs voor de molen bedroeg toen 6652 gulden.
De molen werd op 12 augustus 1904 aan de pleegdochter van Lokotte, Auguste Schnell, verkocht voor een prijs van 5300 gulden. Wanneer zij later dat jaar huwt met Bernard Reerink wordt de molen eigendom van de familie Reerink.

## Molen Reerink/ Het Anker
De molen is gesloopt in 1913 en in de plaats daarvan werd in 1914 de molen Reerink/ Het Anker gebouwd, een stellingmolen. Deze molen kocht Reerink in Weesp waar de molen altijd aan de Weespertrekvaart had gestaan. Zoon Louis nam de zaak over breidde haar uit. In 1985 heeft de zoon van Louis Reerink, Rob Reerink, de zaak overgenomen en omgebouwd tot een dierenspeciaalzaak. In 1993 is de op dat moment 80-jarige molen afgebroken. Het achtkant werd gebruikt bij de restauratie van De Hoop in Harderwijk.

## Afbeeldingen

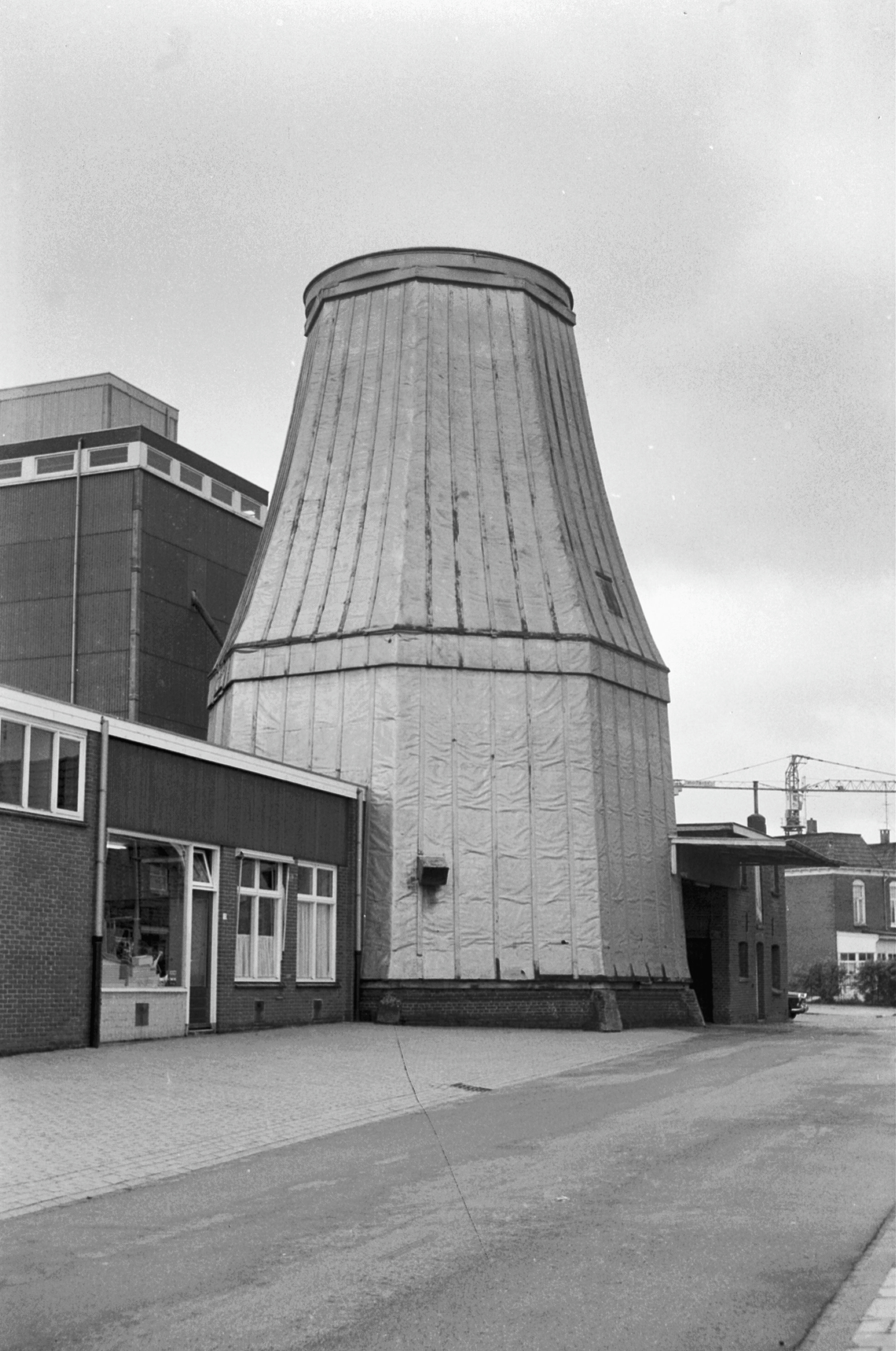
Molen Reerink/ Het Anker in 1973
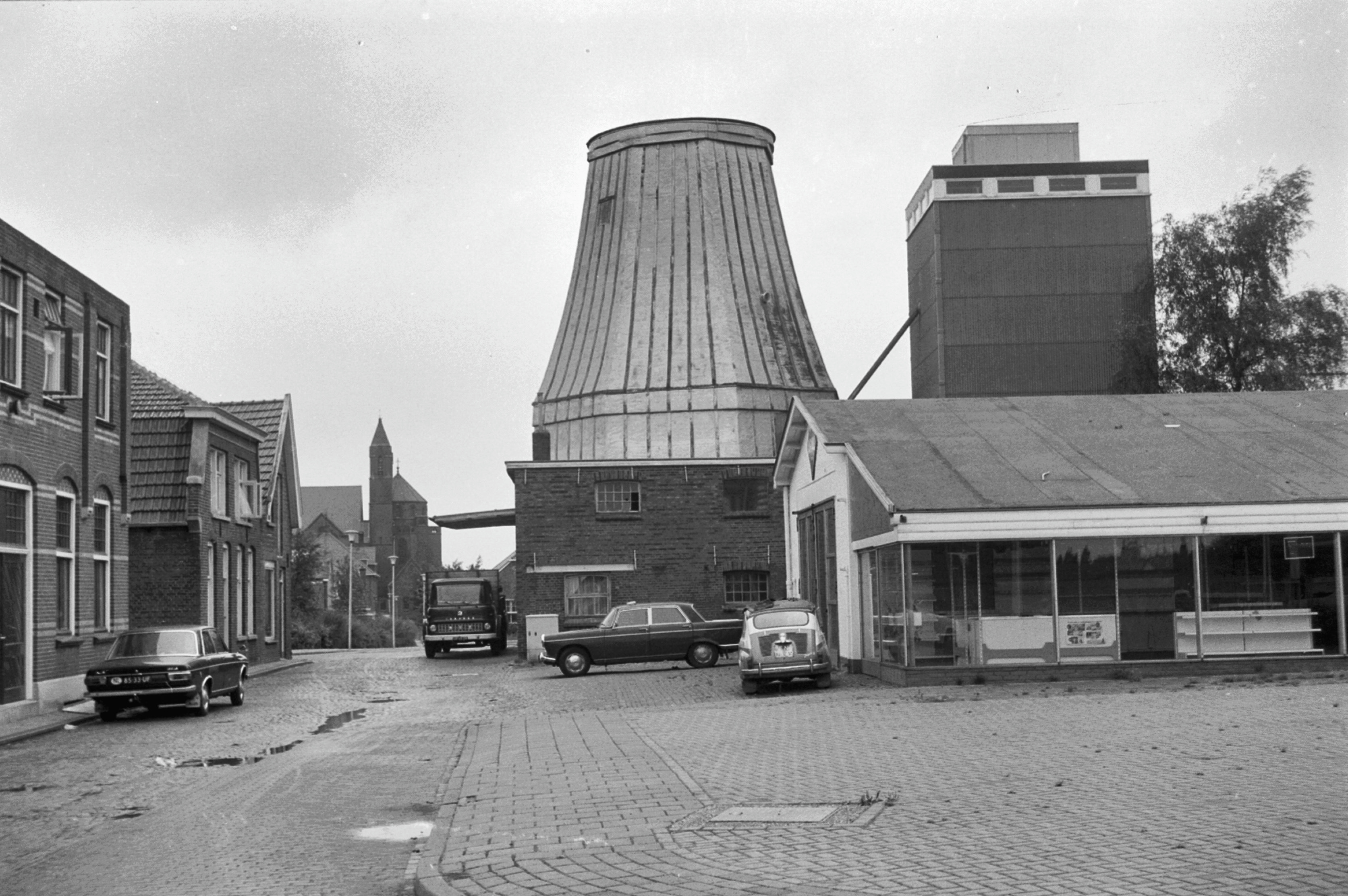
Molen Reerink/ Het Anker in 1973
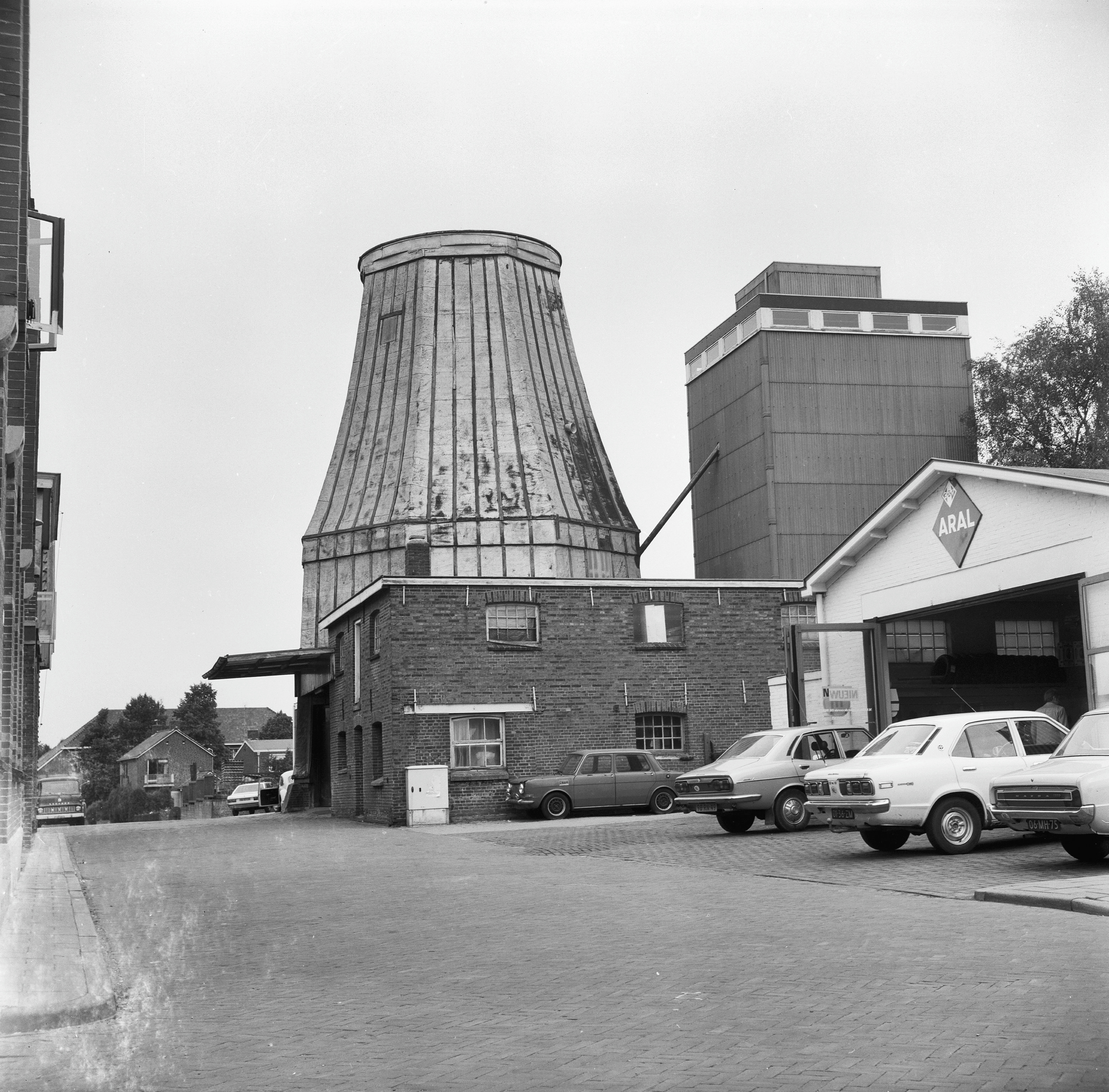
Molen Reerink, 1978
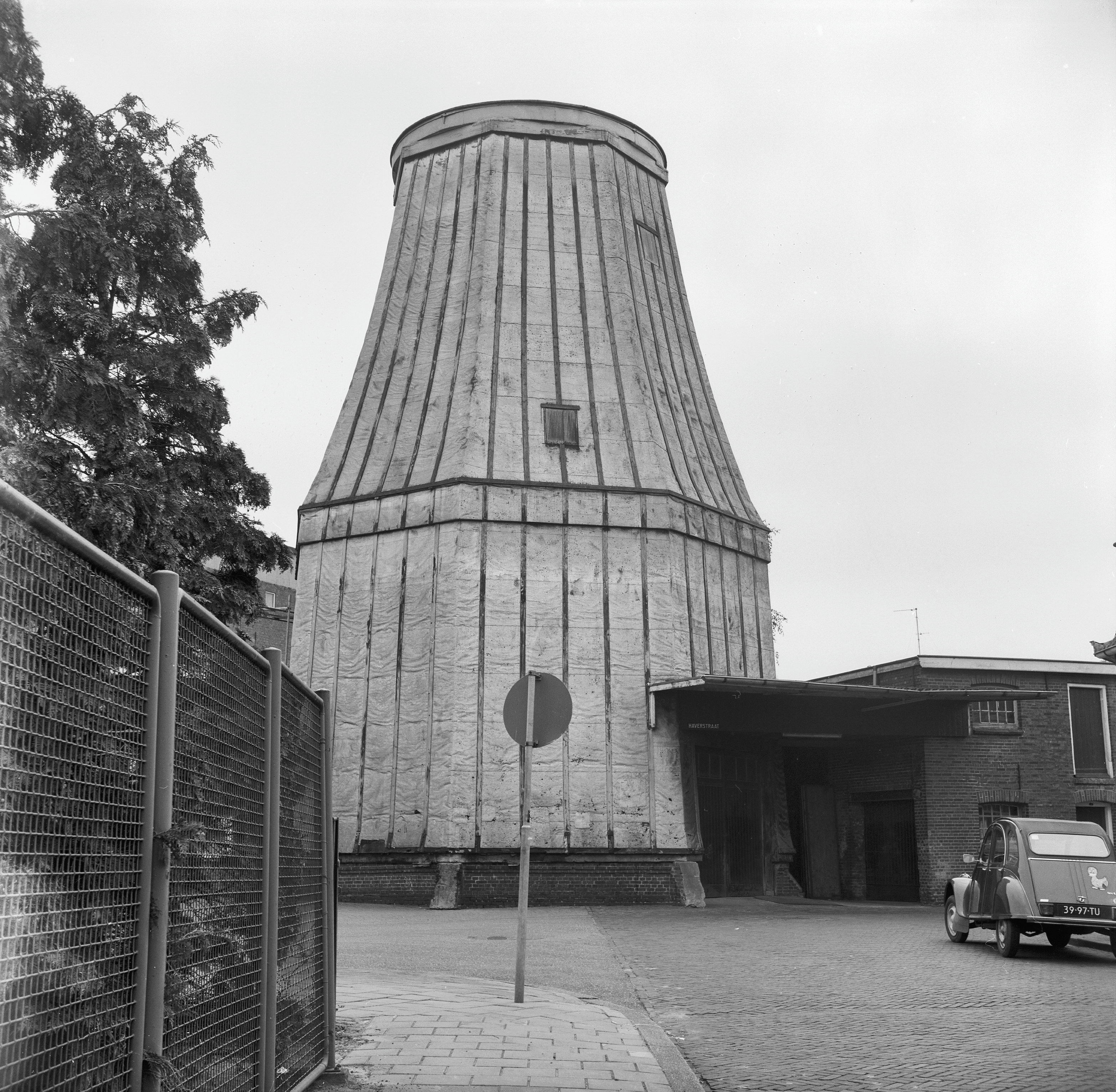
Molen Reerink/ Het Anker in 1978